# Onthophagus vulpes
Onthophagus vulpes là một loài bọ cánh cứng trong họ Bọ hung (Scarabaeidae).